# Francesco Sorrentino
Francesco Sorrentino, detto Franco (Bari, 18 giugno 1923 – Bari, 14 giugno 2001), è stato un giornalista, scrittore, politico e imprenditore italiano.

## Biografia
Nato da una famiglia di commercianti ed industriali baresi, il 13 novembre 1945, a 22 anni, si laureò con il massimo dei voti in giurisprudenza presso l'Università degli Studi di Bari. 
In gioventù fu antifascista di tendenza liberale della scuola di Benedetto Croce, fu organizzatore e partecipe, insieme al suo inseparabile fratello, l'avvocato Antonio Sorrentino (1921-2000), a Bari della manifestazione del 28 luglio 1943 che fu tragicamente interrotta dall'eccidio di via Niccolò Dall'Arca in cui persero la vita 20 dimostranti – tra i quali Graziano Fiore, figlio del meridionalista Tommaso Fiore (1884-1973) – ed a seguito della quale venne arrestato e rinchiuso in carcere per circa un mese. Nel 1973, per la partecipazione alla manifestazione del 28 luglio, fu insignito dalla medaglia d'oro della presidenza del consiglio regionale della Puglia.

### Imprenditore
Fu imprenditore nel settore florovivaistico, nel settore alimentare fu presidente della società di industria “Adriatica Alimentare”, dal 1950 al 1970 fu presidente della società italiana per concimi organici “Nuova Fertile” e negli anni '50 fondò e diresse a Beirut una fabbrica di fertilizzanti organici, all'inizio degli anni '50 fu tra i fondatori della Centrale del Latte di Bari S.p.A. della quale fu vice presidente fino alla municipalizzazione avvenuta nel 1962, nel 1963 fondò l'Associazione Piccola e Media Industria di Bari della quale fu il primo presidente, nel 1970 fondò la società agricola-industriale SAIL della quale fu presidente.

### Giornalista
Nell'aprile del 1954 fondò il periodico quindicinale La Piazza che fu pubblicato e distribuito gratuitamente fino al 1964.
Dal 1971 al 1979 fu opinionista e corrispondente estero de La Gazzetta del Mezzogiorno e corrispondente dell'Agenzia di stampa NEA diretta da Riccardo Forte.
Fu direttore responsabile di Bari Sport.
Dal 1987 fu vicedirettore del quotidiano Puglia.
In radio fu direttore responsabile di Radio Trullo, direttore di Radio Puglia, negli anni ’90 fu titolare di una rubrica su Bari canale 100.
In tv nel 1984 fu titolare su Telebari della trasmissione “A domanda risponde”, dal 1985 al 1987 fu direttore responsabile di Telepuglia, dal 1985 prima su Telepuglia e dal 1987 su RTG Puglia ha ideato e condotto la popolare trasmissione televisiva "Francamente", immancabile appuntamento trisettimanale per ogni barese.
Nel triennio 1980-1983 fu eletto al Consiglio Interregionale dell'Ordine dei Giornalisti di Puglia e Basilicata di cui fu vice presidente dal 1980 al 1981. 
Per 3 mandati consecutivi (1983-1986, 1986-1989 e 1989-1992) fu eletto consigliere nazionale dell'ordine dei Giornalisti (amava ricordare che nelle riunioni del consiglio il suo vicino di posto era Mario Cervi). 

### Politico
Dal 1944 al 1946 militò nel Partito d'Azione, nel 1950 fondò con il gruppo de Il Mondo di Mario Pannunzio il Partito Radicale Italiano di cui fu segretario regionale pugliese, dal 1952 al 1994 militò nel Partito Liberale Italiano, dal 1994 al 1999 in Forza Italia di cui fu consigliere nazionale.
Fu più volte candidato alle elezioni amministrative e politiche.
Nel 1990 fu eletto al consiglio comunale nelle liste del PLI (conseguì 5.116 voti su un totale di 9.989 di tutta la lista di 60 candidati), di cui fu capogruppo, fu vicesindaco di Bari e assessore all'edilizia residenziale pubblica dal novembre 1993 al marzo 1994 quando si dimise in dissenso con la giunta in merito ad una delibera su alcune edificazioni in zone verdi.
Nel 1995 fu il primo Presidente della Provincia di Bari direttamente eletto dai cittadini: candidato per il Polo delle Libertà  conseguì 150.594 voti al 1º turno pari al 44,1% e poi al 2º turno 323.899 voti pari al 51,1%. Durante il mandato è stato Presidente dell'UPI Puglia (Unione delle Province Italiane).

### Scrittore
Fu anche prolifico scrittore, ha all'attivo 14 libri (di cui uno edito postumo): fra le sue opere Cari nipoti: lettere dal 1999 fu premiato dalla Presidenza del Consiglio dei Ministri e Scusi, Lei conosce l'Italia? dall'Istituto di Cultura Italiana all'Estero “Dante Alighieri” di New York.

### Altro
Nell'anno sociale 1978-1979 fu presidente del Lions Club Bari Svevo e fondò il Lions Club Bari Aragonese di cui fu presidente nell'anno sociale 1980-1981. Promosse ed organizzò il concorso “Un passaporto per l'avvenire” che, con il patrocinio il Ministero della Pubblica Istruzione, della Provincia di Bari, del Comune di Bari della Camera di Commercio e della Cassa di Risparmio di Puglia, distribuì libri ed enciclopedie ai ragazzi delle scuole medie inferiori.
Nel 1999 è stato insignito dal Presidente Ciampi, su proposta della Presidenza del Consiglio dei Ministri, della onorificenza di Commendatore della Repubblica.
Nel dicembre 2001 l'Amministrazione Provinciale di Bari, sotto la presidenza di Marcello Vernola, ha intitolato a lui la torre del palazzo della Provincia con la seguente motivazione: “con amore la illuminò perché simbolo di una città e di un lungomare caro alle genti di Puglia”.
Dal 2002 è stato istituito, su impulso della moglie Ida che ha personalmente messo a disposizione un fondo per finanziare l'iniziativa, un premio giornalistico e di laurea a lui intitolato: il premio a cadenza biennale è riservato agli studenti laureati in economia, giurisprudenza, scienze della formazione, lettere, ingegneria con una tesi di laurea relativa alla Terra di Bari, ad un giornalista che abbia trattato degli stessi temi con servizi a stampa o radio-televisivi, nonché ad un giornalista di lungo corso (premio alla carriera) in base al suo curriculum.
Nel 2007 il Comune di Bari, sindaco Michele Emiliano, gli ha intitolato una strada nel quartiere S.Pasquale tra via Omodeo e via Dorso all'altezza di largo Leonardo Lorusso.

## Opere
- Di qua di là dal mare, 1969, Edizioni BARIsport, Bari
- Bari, una città così, 1970, editoriale Adda, Bari
- Dieci giorni meno, 1972, editorialebari, Bari
- Cari nipoti: lettere dal 1999, 1974, editorialebari, Bari
- Bari, amore mio, 1975, editorialebari, Bari
- Il leopardo sul Kilimangiaro, 1976, editorialebari, Bari
- Un gianduiotto per Napoleone, 1978, editorialebari, Bari
- San Nicola è amante dei forestieri, 1981, Edizioni Fratelli Laterza, Bari (nel 1997 è stata ristampata una versione aggiornata)
- Giudizio in Paradiso, 1983, Edizioni Fratelli Laterza, Bari
- Scusi, Lei conosce l'Italia?, 1984, Schena Editore, Fasano
- Vista e sognata, 1987, Edizioni Fratelli Laterza, Bari
- Testimone d'accusa, 1988, Edizioni Fratelli Laterza, Bari
- C'ero anch'io, 2001, Palomar Edizioni, Bari
- Poesie: Natale 1949, 2003, Uniongrafica Corcelli Editrice, Bari (edito postumo dalla moglie Ida)